# Уйвари, Антал
Антал Уйвари (венг. Ujvári Antal, 16 марта 1907 — 27 апреля 1967) — венгерский гандболист, выступавший на Летней Олимпиаде 1936 года в Берлине. Вместе со своей командой занял четвёртое место в олимпийском турнире. Он сыграл три матча в качестве вратаря — первого группового этапа против США (2:7), второго группового этапа против Швейцарии (5:10) и Германии (6:19), а вторым вратарем сборной был Тибор Мате. До Олимпиады играл в будапештской команде «Электромош» (венг. Elektromos Sportegyesület, Elektromos SE), на Олимпиаде, кроме него, от клуба в заявку вошли Ференц Велькеи, Янош Коппань, Лайош Куташи, Ференц Ракоши, Миклош Фодор, Шандор Чефаи.